# Día Internacional de las Mujeres en el Multilateralismo
El Día Internacional de las Mujeres en el Multilateralismo  es una jornada que se celebra anualmente el 25 de enero desde 2022, fue establecido por la UNESCO en 2021.

## Proclamación
El Día Internacional de las Mujeres en el Multilateralismo fue proclamado el 23 de noviembre de 2021 por la Conferencia General de la UNESCO. Esta iniciativa fue impulsada por la Embajadora y Delegada Permanente de Gabón, Rachel Annick Ogoula Akiko Obiang Meyo, quien en enero de 2019, durante su nombramiento como Presidenta del Grupo de África de la organización, propuso la creación de un día dedicado a honrar el papel de las mujeres en el multilateralismo. Históricamente, la política internacional y la gobernanza global han sido dominios predominantemente masculinos, con una proporción de mujeres muy reducida o nula como para poder reflejar el concepto de pluralidad en los contextos donde se toman decisiones. Sin embargo, en las últimas décadas, más mujeres han asumido roles clave dentro de instituciones multilaterales como la ONU, lo que refleja un cambio significativo en la representación femenina. La proclamación tiene como objetivo reconocer el rol esencial de las mujeres en la promoción de los derechos humanos, la paz y el desarrollo sostenible dentro del sistema multilateral, y abogar por una mayor representación femenina en los puestos clave de toma de decisiones a nivel internacional.

## Celebración
Este día se celebra el 25 de enero para resaltar el liderazgo femenino en la gobernanza global y promover la igualdad de género. Desde la primera celebración en 2022, se han llevado a cabo diversas actividades y eventos que ofrecen una plataforma de diálogo intergeneracional entre mujeres líderes y jóvenes aspirantes a lideresas dentro del sistema multilateral. Además, este día proporciona una ocasión para destacar y celebrar las importantes contribuciones de las mujeres en la historia del multilateralismo, incluido el liderazgo de Eleanor Roosevelt en la redacción de la Declaración Universal de Derechos Humanos en 1948. Desde entonces, las mujeres han sido fundamentales en la promoción de la paz, la seguridad y los derechos humanos a nivel global.